# 선야설
선야설(宣夜說)은 개천설, 혼천설과 함께 중요하게 논해져온 논천설(동양 전통 우주론)이다.
선야설이 다른 두 이론과 다른 점은 하늘을 실체로 생각하지 않은 점이다. 혼천설과 개천설에서 하늘은 실체가 있으며 천체가 박혀서 움직이는 고체이다. 그러나 선야설은 우주를 무한한 기의 공간이라 생각하였다. 무한한 기의 흐름 속에서 천체는 각각의 움직임을 갖고 움직인다.
선야설은 하나의 실체로서의 하늘을 부정했다는 점에서 당시의 지배적인 사상과 정면으로 대립하였다. 이것에 의해 선야설은 많은 비판을 받았다. 또한 하늘을 실체로 보지 않았기 때문에 천체들의 규칙적인 움직임을 설명할 수 없었다. 이러한 어려움에 의해서 선야설은 지지를 받지 못하고 사라져 버린다.